# Chiesa cattolica in Romania

Mappa delle diocesi di rito bizantino.

Mappa delle diocesi di rito latino.

La Chiesa cattolica in Romania, paese a maggioranza ortodossa, è costituita principalmente dai fedeli della Chiesa arcivescovile maggiore greco-cattolica rumena e da quelli della Chiesa latina oltre che da una piccola comunità di fedeli della Chiesa armeno-cattolica riuniti in un ordinariato apostolico.

## Struttura

### Chiesa greco-cattolica rumena
La Chiesa greco-cattolica è presente sul territorio della Romania con l'arcivescovato maggiore di Făgăraș e Alba Iulia, da cui dipende direttamente la provincia ecclesiastica di rito bizantino-romeno:
- Arcieparchia di Făgăraș e Alba Iulia, sede propria dell'arcivescovo maggiore
  - Eparchia di Cluj-Gherla
  - Eparchia di Gran Varadino dei Rumeni
  - Eparchia di Lugoj
  - Eparchia di Maramureș
  - Eparchia di San Basilio Magno di Bucarest

### Chiesa latina
La Chiesa cattolica di rito latino è presente sul territorio con una provincia ecclesiastica ed una arcidiocesi immediatamente soggetta alla Santa Sede:
- Arcidiocesi di Bucarest
  - Diocesi di Iași
  - Diocesi di Gran Varadino dei Latini
  - Diocesi di Satu Mare
  - Diocesi di Timișoara

- Arcidiocesi di Alba Iulia, immediatamente soggetta alla Santa Sede

### Chiesa armeno-cattolica
- Ordinariato di Romania

## Nunziatura apostolica
Santa Sede e Romania hanno stabilito relazioni diplomatiche il 16 giugno 1920, interrotte con l'avvento del governo comunista alla fine della seconda guerra mondiale. Le relazioni diplomatiche sono state riprese il 15 maggio 1990.

### Nunzi apostolici
- Francesco Marmaggi † (1º settembre 1920 - 30 maggio 1923 nominato nunzio apostolico in Cecoslovacchia)
- Angelo Maria Dolci † (30 maggio 1923 - 13 marzo 1933 dimesso)
- Valerio Valeri † (1º luglio 1933 - 11 luglio 1936 nominato nunzio apostolico in Francia)
- Andrea Cassulo † (14 giugno 1936 - 3 giugno 1947 nominato delegato apostolico in Turchia)
  - Gerald Patrick Aloysius O'Hara (21 maggio 1946 - 1950 dimesso) (reggente)
  - Relazioni diplomatiche interrotte
- Ján Bukovský, S.V.D. † (18 agosto 1990 - 20 dicembre 1994 nominato nunzio apostolico nella Federazione Russa)
- Janusz Bolonek † (23 gennaio 1995 - 30 settembre 1998 nominato officiale della Segreteria di Stato della Santa Sede)
- Jean-Claude Périsset (12 novembre 1998 - 15 ottobre 2007 nominato nunzio apostolico in Germania)
- Francisco-Javier Lozano (10 dicembre 2007 - 20 luglio 2015 dimesso)
- Miguel Maury Buendía (5 dicembre 2015 - 13 aprile 2023 nominato nunzio apostolico nel Regno Unito)
- Giampiero Gloder, dal 23 febbraio 2024

## Conferenza episcopale
La Conferenza episcopale della Romania (in rumeno: Conferinţa Episcopală Română) è stata ufficialmente istituita il 16 marzo 1991 all'indomani della fine del regime comunista nel Paese.
Elenco dei presidenti della Conferenza episcopale della Romania:
- Arcivescovo Áron Márton (1970 - 1980)
- Cardinale Alexandru Todea (1991 - 1994)
- Arcivescovo Ioan Robu (1994 - 1998)
- Arcivescovo Lucian Mureșan (1998 - 2001)
- Arcivescovo Ioan Robu (2001 - 2004)
- Arcivescovo maggiore Lucian Mureșan (giugno 2004 - maggio 2007)
- Arcivescovo Ioan Robu (maggio 2007 - giugno 2010)
- Cardinale Lucian Mureșan (giugno 2010 - novembre 2012)
- Arcivescovo Ioan Robu (novembre 2012 - 11 maggio 2016)
- Cardinale Lucian Mureșan (11 maggio 2016 - 10 aprile 2019)
- Arcivescovo Ioan Robu (10 aprile - 21 novembre 2019)
- Arcivescovo Aurel Percă (24 settembre 2020 - 7 maggio 2022)
- Cardinale Lucian Mureșan, dal 7 maggio 2022

Elenco dei vicepresidenti della Conferenza episcopale della Romania:
- Arcivescovo Ioan Robu (11 maggio 2016 - 10 aprile 2019)
- Cardinale Lucian Mureșan (10 aprile 2019 - 7 maggio 2022)
- Arcivescovo Aurel Percă, dal 7 maggio 2022

Elenco dei segretari generali della Conferenza episcopale della Romania:
- Presbitero Eduard Mihai Coşa (ottobre 2010 - aprile 2015)
- Presbitero Francisc Ungureanu, dal 2015